# شيعان (إب)
شيعان هي إحدى قرى الجمهورية اليمنية. تتبع جغرافيا لمحافظة إب وإداريًا لمديرية القفر. يبلغ تعداد سكانها 2590 نسمة حسب الإحصاء الذي أجري عام 2004.